# ائوسبیو فرناندس آردابین
اِئوسبیو فرناندس آردابین (اسپانیایی: Eusebio Fernández Ardavín‎؛ ۳۱ ژوئیه ۱۸۹۸ – ۹ ژانویه ۱۹۶۵) نویسنده، کارگردان فیلم اهل اسپانیا بود.
برادرزادهٔ او سزار فرناندس آردابین هم یک کارگردان فیلم است.
از فیلم‌ها یا مجموعه‌های تلویزیونی که وی در آن‌ها نقش داشته است، می‌توان به سرگیجه اشاره نمود.